# Cada día
Cada día fue un programa de televisión emitido por la cadena española Antena 3 entre 2004 y 2005, con presentación de María Teresa Campos, que también lo dirigía junto a su hija Carmen Borrego.

## Historia
Tras ocho temporadas liderando las audiencias con su magazine matinal Día a día, en Telecinco, en mayo de 2004, Antena 3 anunció el fichaje de María Teresa Campos para conducir un espacio de similares características en la misma franja horaria. El programa se estrenó el 9 de septiembre de 2004, cuatro días antes de lo previsto, dados los buenos índices de audiencia que Día a día, que pasó a ser presentado por Carolina Ferre, estaba cosechando.

## Formato
El programa respondía al esquema típico de magazine, en el que se combinaban entrevistas, repaso de la actualidad, crónica rosa, concursos, tertulias, moda, cocina, debate político, etc.

## Colaboradores
Entre los numerosos colaboradores del programa pueden mencionarse a Bertín Osborne (Defensor del famoso, abandonando el programa tan solo un mes después), Jaime Peñafiel, Terelu Campos, Coto Matamoros, Rocío Carrasco, Paco Valladares (en un espacio de cocina), María Eugenia Yagüe, Paloma Gómez Borrero, Rosa Villacastín, Cristina Tárrega, Jimmy Giménez-Arnau, Carlos Ferrando, Jesús Mariñas, Miguel Ángel Almodóvar, Ketty Kaufmann, Beatriz Cortázar, Josemi Rodríguez Sieiro, Luis Rollán, Miguel Temprano y Ángel Antonio Herrera.
Además, la mesa de debate político contó, entre otros, con las opiniones de María Antonia Iglesias, Curri Valenzuela, José Oneto, Luis Herrero, Javier Nart, Isabel San Sebastián, Enric Sopena, Consuelo Álvarez de Toledo, Ignacio Camacho, Antonio Casado, Amalia Sánchez Sampedro y Carmen Rigalt. 
En la segunda temporada, iniciada el 5 de septiembre de 2005 se incorporó Arancha de Benito.

## Audiencia
Los índices de audiencia no alcanzaron las expectativas que se habían creado. La primera temporada se saldó con share del 19% y en la segunda, ya en sus últimos meses de emisión el programa se situaba en el 17% de cuota de pantalla, casi 8 puntos menos que su rival El programa de Ana Rosa, de Telecinco y cinco menos que Por la mañana, de TVE. Esta circunstancia dio lugar a su cancelación definitiva a finales de 2005.